# Antocha emarginata
Antocha emarginata là một loài ruồi trong họ Limoniidae. Chúng phân bố ở miền Cổ bắc.